# 地球の環
地球の環（ちきゅうのわ）は、オルドビス紀の間に地球の周辺にかつて存在した可能性が提唱されている惑星の環。約4億6600万年前に発生したオルドビス紀の隕石爆撃 (en) の間に形成された可能性がある。

## 歴史
オルドビス紀の隕石衝突期には、高水準のL型コンドライトが地球に衝突した。隕石は直径約150キロメートルに達する巨大な母天体に由来した可能性がある。母天体は地球のロッシュ限界を通過し、引き裂かれて破片が飛散し、最終的にデブリの環が形成された。環は約4億6600万年前に存在したと考えられており、地球へ到達する太陽放射が遮蔽された結果ヒルナンシアン氷期が到来した可能性がある。環は最大で4000万年に亘って存在し続けた可能性がある。

## 研究
地球の環は、隕石イベントに由来する21個の衝突クレーターが地球の赤道周辺の帯状の領域に沿って位置することが判明した後に始めて正式に提唱された。環に関する論文は2024年9月にモナシュ大学のAndrew G. Tomkins、Erin L. Martin、Peter A. Cawoodにより公開された。本研究では、地球の地殻の約70%がクレーターの保存に適しているにも拘わらず、隕石イベントの結果として形成された21個のクレーターの全てが赤道帯の緯度30度以内に収まっていたことが指摘された。また本研究では、21個のクレーターが30度以内に収まる確率が2500万分の1であり、クレーターが分解された環に起因しない限り考え難いとも指摘された。